# Мат Флин
Мат Флин (на английски: Matt Flynn) е американски барабанист и официален член на групата Maroon 5. Първоначално като заместващ барабанист в групата, той заема мястото след напускането на Райън Дюсик, който си тръгва заради травми на китката и рамото.
Преди това той е бил барабанист на Гавин Дегроу и B-52's.